# Молтено (ЮАР)

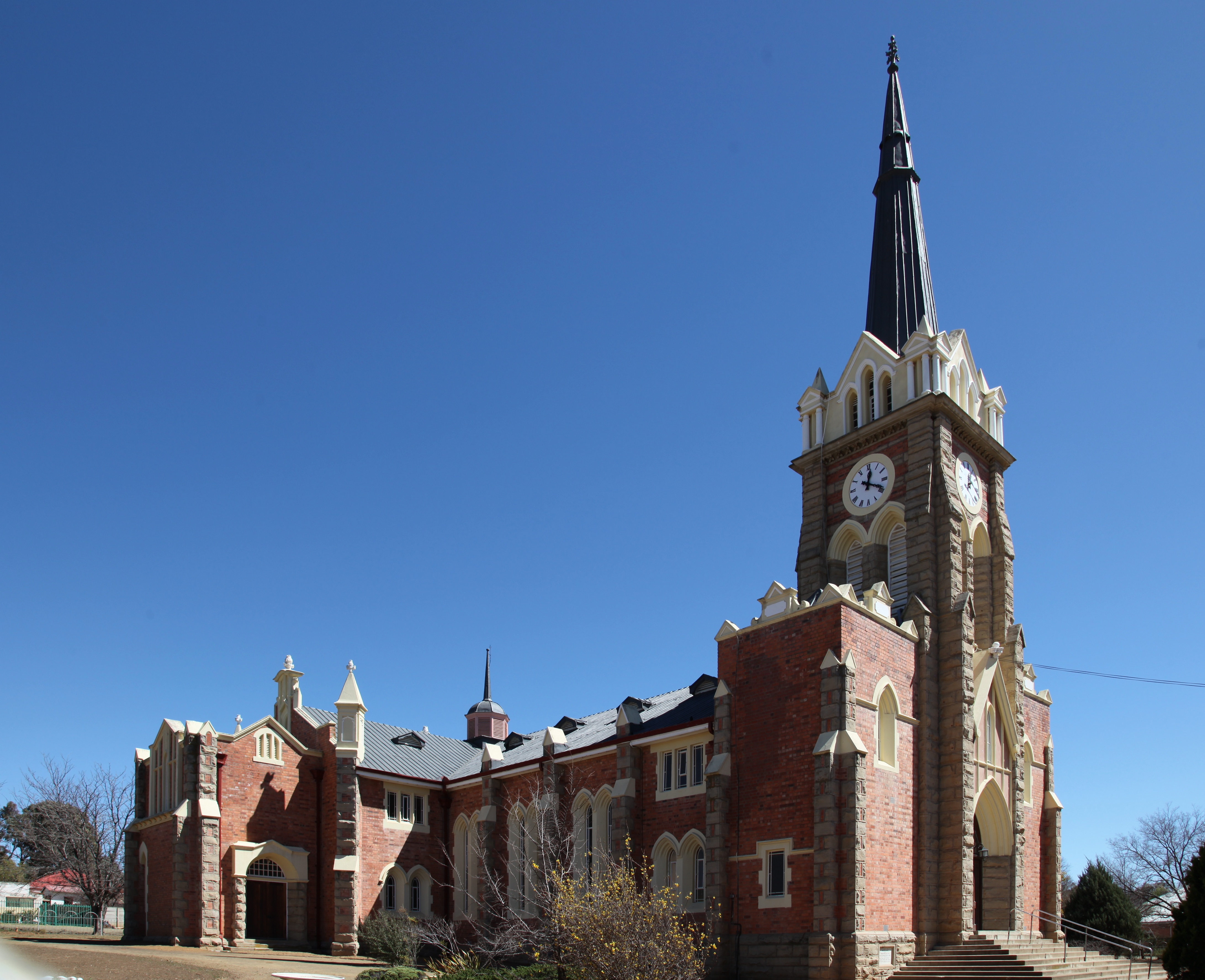
Центральная церковь в Молтено.

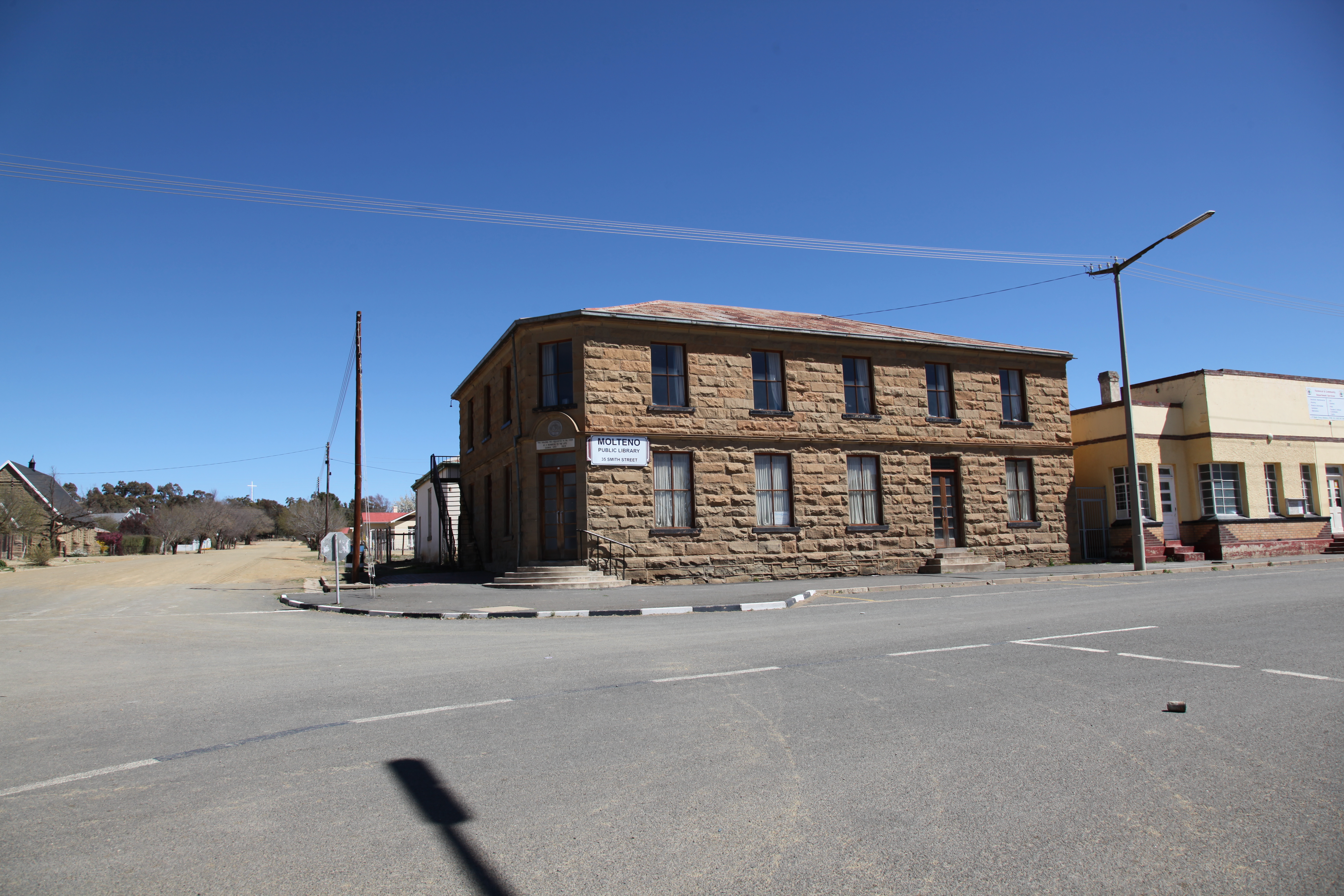
Публичная библиотека в Молтено.

Молтено, африк. Molteno — город в Восточной Капской провинции ЮАР.
Город основан в 1874 г. и назван в честь Дж. Молтено, первого премьер-министра Капской колонии. Здесь была открыта первая угольная шахта на территории ЮАР.

## История
В 1859 году в горах Стормберг (en:Stormberg Mountains) были обнаружены залежи угля, и в 1874 году Джордж Вайс (George Vice) основал здесь шахтёрский посёлок, который назвал в честь первого премьер-министра Капской колонии Джона Молтено, выходца из Италии, где существует одноименный город. Основные улицы города названы в честь министров — членов кабинета Молтено.
Источником воды для города послужила близлежащая река Стормберг, а позднее — также Юбилейная дамба (Jubilee Dam).
Вскоре после основания город стал крупнейшим поставщиком угля для Капской колонии, причём значительная часть поставок приходилась на алмазные копи в Кимберли. В 1883 году посёлок получил статус муниципалитета, а к 1892 году здесь добывалось около 6000 тонн угля (в год?). Однако к 1920-м годам расширение сети железных дорог обеспечило доступ к угольным залежам в Натале и Трансваале, что привело к упадку угледобычи в окрестностях Молтено.
Горы, окружающие Молтено, состоят в основном из песчаника исключительно высокого качества. Первоначально планировалось, что весь город будет застроен зданиями из песчаника. Свидетельствами этого не до конца реализованного плана являются сохранившиеся наиболее старые здания, построенными итальянскими архитекторами: Старая мельница (1874, реставрирована в 1991), церковь и мэрия.
Во время Второй англо-бурской войны Молтено был местом сбора британских войск перед знаменитым сражением при Стормберге, поскольку здесь находилась ближайшая не занятая бурами железнодорожная станция. Позднее в этой местности буры вели активную партизанскую деятельность.

## Достопримечательности
Хотя летом здесь стоит жаркая и засушливая погода, зимой Молтено — самое холодное место в ЮАР, поскольку он расположен около высочайшей вершины в горах Стормберг, en:Stormberg Mountains. Из-за таких экстремальных температур зимой здесь много снега, поэтому невдалеке от города расположен единственный лыжный курорт ЮАР Тиффинделл.
В городе расположено несколько ботанических садов, памятник Королеве Виктории, историческое здание библиотеки из местного песчаника. В горах расположены дорожки для туристов 4X4. У близлежащей дамбы Молтено туристам предлагаются водные лыжи и ловля форели.
В Молтено находятся фабрика хлебно-кондитерских изделий en:Ouma Rusks и фабрика копчёного мяса «Стормбергский билтонг».
Музей Молтено находится в каменном здании библиотеки и содержит массу экспонатов — изделия каменного века, народов койсан и коса, а также фуртреккеров, в том числе большую коллекцию старинных ружей. Здесь также представлены экспонаты, связанные со Второй англо-бурской войной и экспозиция исторических фотографий региона — «коллекция Lomax».
Также исторический интерес представляют старинные блочные дома эпохи Второй англо-бурской войны, и поле, где произошло сражение при Стормберге.
В окружающих горах можно найти немало образцов наскального искусства бушменов. Можно как съездить посмотреть на рисунки на скалах и в пещерах, так и увидеть экспонаты (орудия) в музее.
В горах расположено несколько потухших вулканов.
Через город проходит одна из старейших железных дорог ЮАР — в настоящее время она вновь официально открыта после капитального ремонта. Станция расположена на главной линии из Ист-Лондона в Йоханнесбург. Линию в своё время спланировал и начал строить тот самый Джон Молтено, в честь которого был назван город, однако она дотянулась до города лишь в 1884 году.

## География и климат
Село Бюффельсфонтейн, англ. Buffelsfontein, расположенное близ Молтено, является местом, где 28 июня 1996 года была зафиксирована самая холодная температура в ЮАР, −18.6 °C. Такой холодный климат зимой обеспечивается благодаря тому, что Молтено находится высоко в горном массиве Стормберг. Поблизости расположен единственный лыжный курорт ЮАР.
Молтено расположен между горами, с одной стороны, и плато пустыни Карру, известной своими живописными пейзажами, с другой. Также город расположен почти точно на водоразделе между водами Атлантического (например, река Оранжевая к северу от города) и Индийского океанов.
Среди окружающей город растительности преобладают суккуленты, характерные для экорегиона Карру.
Климат Молтено — субтропический высокогорный (Cwb по классификации Кёппена) — здесь жаркое лето и холодная сухая зима с периодическими снегопадами. Он находится на границе с зоной полузасушливого климата (BSh/BSk). Среднегодовой уровень осадков составляет 401 мм, при этом большая часть дождей выпадает летом.